# Victorine Meurent en vestit de torero
Victorine Meurent en vestit de torero (en francès, Mlle V. en costume d'espada o Victorine Meurent en costume d'espasa) és una pintura a l'oli sobre llenç realitzatda per Édouard Manet el 1862. Conservat al Museu Metropolità d'Art de Nova York.[1]

## Història
La pintura és un retrat de la model Victorine Meurent que va col·laborar amb Manet durant anys. En els primers mesos de conèixer-se la va pintar diverses vegades, incloent aquesta obra on ella apareix vestida como un torero. No és una imatge realista d'una cursa de braus. Les dones en aquella època no exercien aquesta professió i Meurent sosté tant l'espasa com la muleta unides de forma incorrecta. Finalment presenta unes sabates realment fora de to. El posat va ser derivat per Manet segurament de gravats realitzats per Marcantonio Raimondi de l'obra de Rafael, però alguns autors també esmenten d'altres fonts d'inspiració.
Manet va realitzar aquesta pintura per un encàrrec que l'havia arribat, a través d'un comerciant espanyol; l'artista va visitar Espanya el 1865, però no tenia en el seu taller una col·lecció de vestits ni d'accessoris taurins i va utilitzar els que li van ser subministrats pel mencionat comerciant. Aquest quadre va ser exposat al Salon des Refusés de 1863. Malgrat el seu aspecte realista, el gran contrast entre l'execució i la mida del personatge retratat en primer pla i el fons dona com a resultat una aparença de fotomuntatge. Com diu Beatrice Farwell, és el mateix joc que presenten d'altres pintures de Manet: El cantant espanyol, Jove vestit de majo o Salutació de torero.

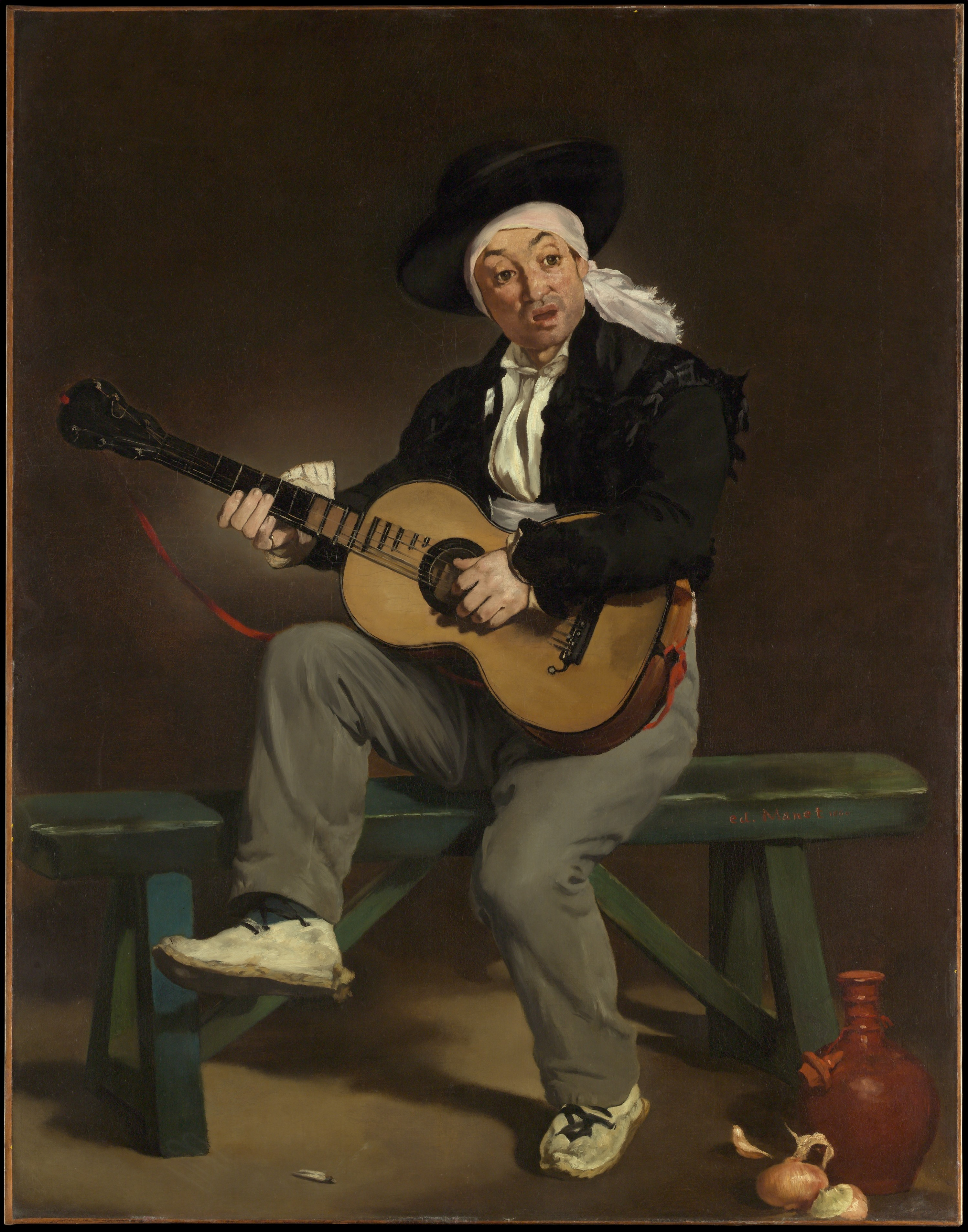
El cantant espanyol 1860
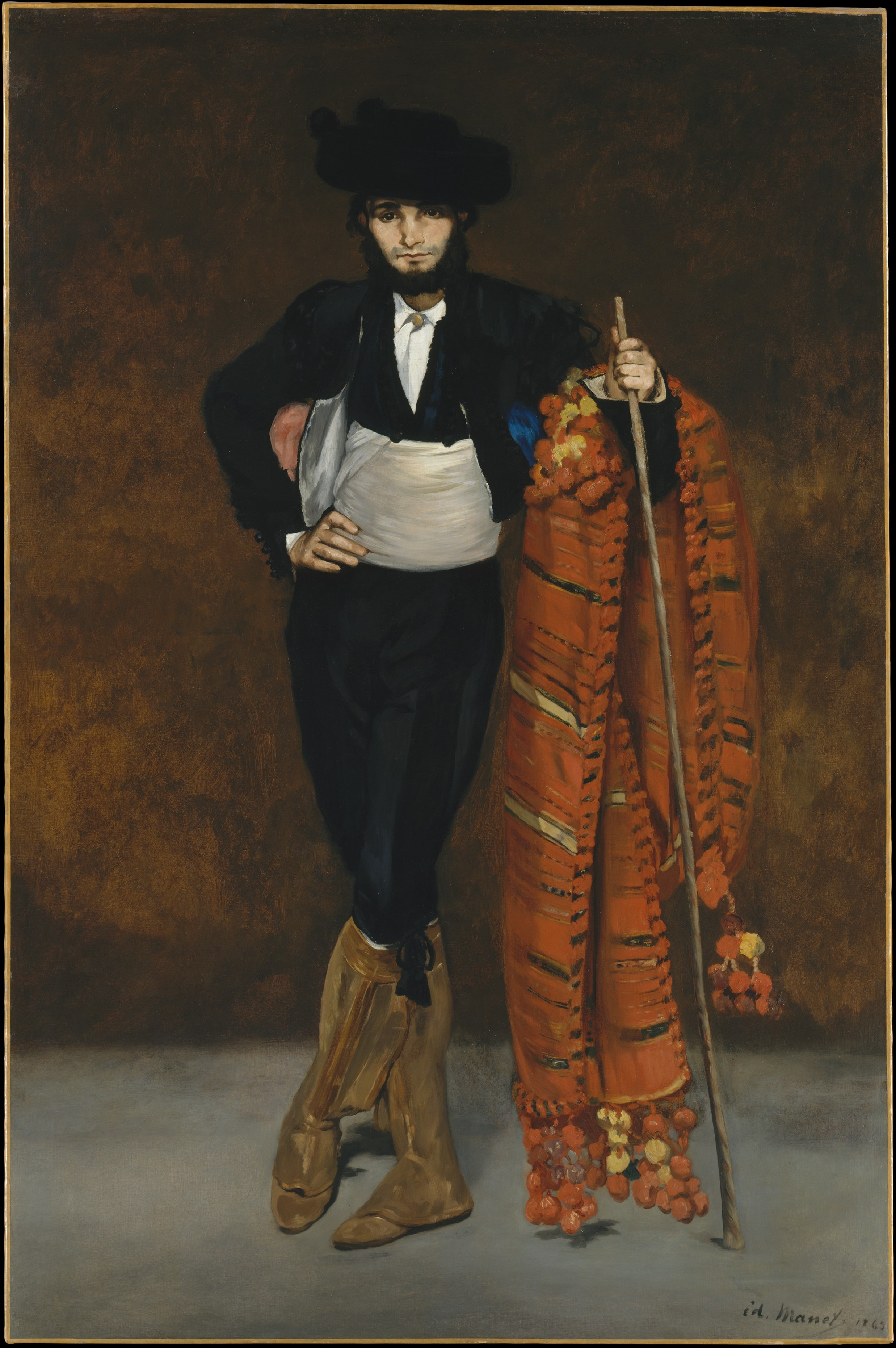
Jove vestit de majo 1863
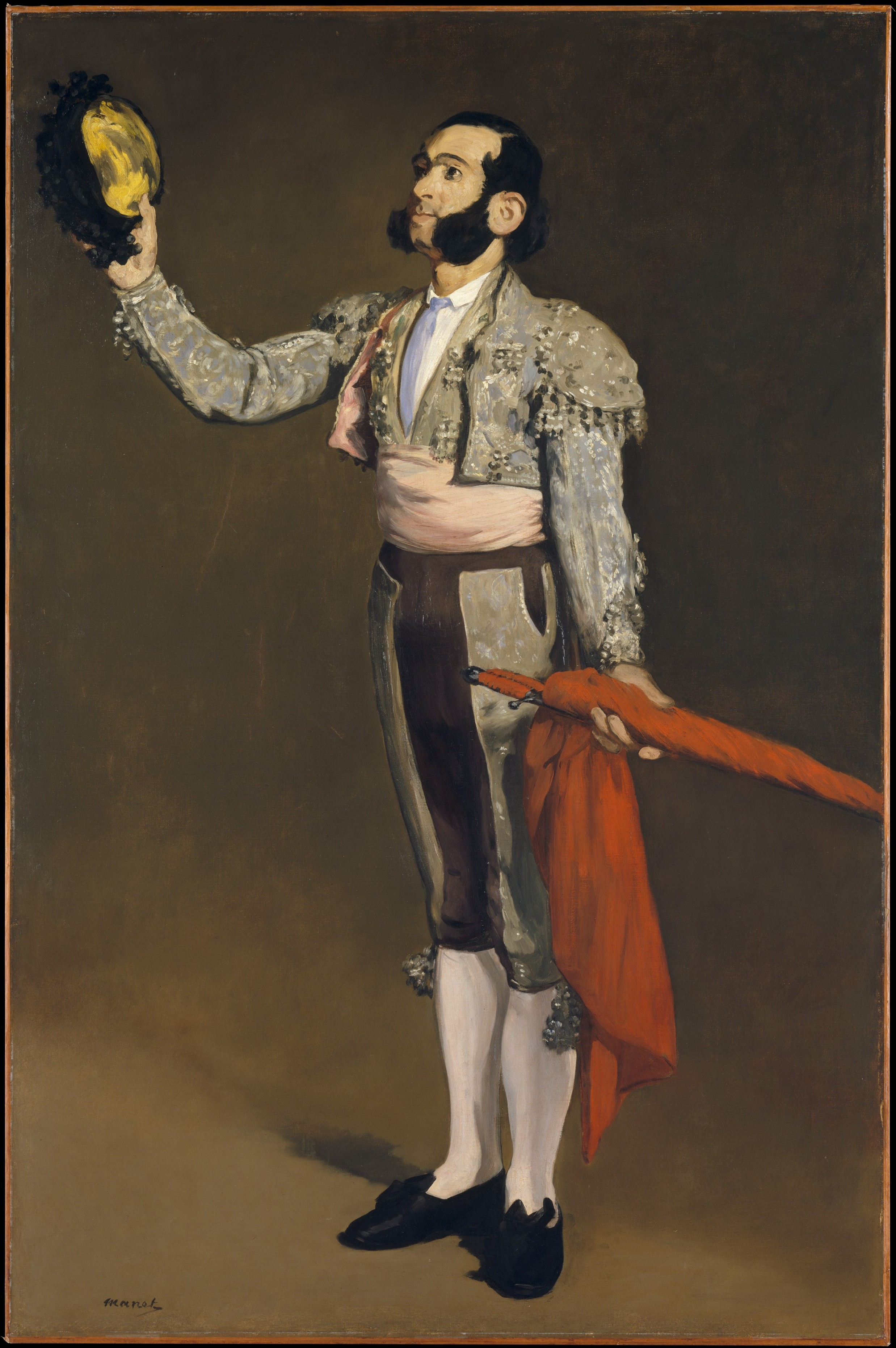
Salutació de torero 1866–1867

## Descripció
És possible que Manet estigués familiaritzat amb els costums de Madrid i els detalls de les curses de braus a través del viatge a Espanya de Théophile Gautier, o detalls de les curses de braus donades per Prosper Mérimée.
Recents anàlisi de raigs X d'aquesta pintura han descobert una curiositat: el retrat de la senyoreta Victorine es va realitzar sobre la imatge d'una dona nua, asseguda, que no es pot relacionar amb qualsevol altre treball de l'artista. Encara existeix una aquarel·la i un dibuix a tinta sobre grafit del mateix tema (30,5 × 29 cm) que es conserva en el museu d'art de l'Escola de Disseny de Rhode Island, i d'altres tres aiguaforts i aiguatintes del mateix tema dos dels quals estan conservat en la Biblioteca nacional de França a París i una còpia (3 ° estat) en el Museu Metropolità d'Art de Nova York.